# (38110) 1999 JH25
1999 JH25 (asteroide 38110) é um asteroide da cintura principal. Possui uma excentricidade de 0.15616440 e uma inclinação de 6.41641º.
Este asteroide foi descoberto no dia 10 de maio de 1999 por LINEAR em Socorro.